# Pipe
Pipe (románul Pipea, németül Wepeschdorf, szászul Wepeschdref) falu Romániában, Maros megyében.

## Fekvése
Segesvártól 12 km-re északra, Cikmántortól délre fekszik, Szásznádas községhez tartozik.

## Története

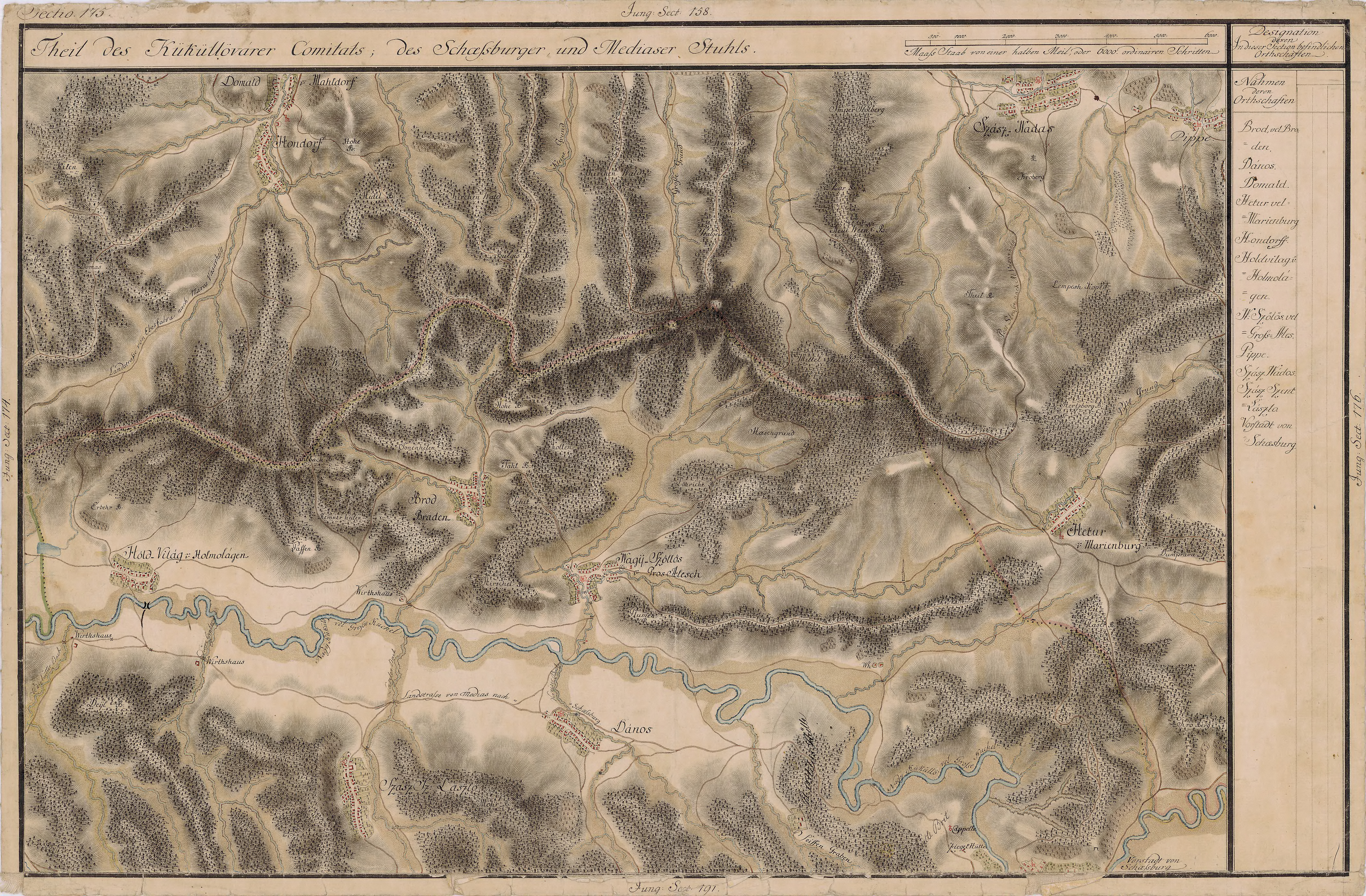
Pipe és környéke egy régi térképen

Nevét 1325-ben Pype néven említették először mint a Szalók nemzetség tagjainak birtokát. Ekkor az e nemzetséghez tartozó Simon bán fiai osztoztak meg rajta (Gy  3: 559).
Későbbi névváltozatai: 1344-ben  p. Pype, 1466-ban Pipe, 1550-ben Pype, 1808-ban Pipe, aliis Pipa, 1888-ban Pipe, Pipin, Wepesdorf, 1913-ban Pipe, 1909-ben Pipia, Wepeschdorf.
1537-ben egy fennmaradt oklevél szerint a Szalók nembli Cikmántori Darlaszi Joga Pype-i jobbágytelkét (Demetertől lakott) bethleni Farkasnak adta cserébe.
1550-ben Pype birtokosa Eczeli Tabiási János volt.
1910-ben 336, túlnyomórészt magyar lakosa volt. Egykori lakosainak nagy része Szásznádasra költözött. A trianoni békeszerződésig Kis-Küküllő vármegye Erzsébetvárosi járásához tartozott. 1992-ben 105 lakosából 99 magyar, 5 cigány, 1 román volt, közülük 90 unitárius. A falu boráról és gyümölcséről volt híres. 2011-re lakossága 68 főre apadt.

## Itt születtek, itt éltek
- Gyulai Zoltán neves fizikus itt született 1887-ben. Az unitárius templomban márványtábla őrzi emlékét.